# Podoliella
Podoliella es un género de foraminífero bentónico considerado un sinónimo posterior de Eponides de la Subfamilia Eponidinae, de la Familia Eponididae, de la Superfamilia Discorboidea, del Suborden Rotaliina y del Orden Rotaliida. Su especie-tipo era Eponides probatus. Su rango cronoestratigráfico abarcaba desde el Oligoceno superior hasta el Mioceno.

## Clasificación
Podoliella incluía a las siguientes especies:
- Podoliella irregulare †
- Podoliella prismatica †
- Podoliella probatus †